# Школа № 8 (Таганрог)
Школа № 8 Таганрога — средняя общеобразовательная школа в Таганроге.

## История

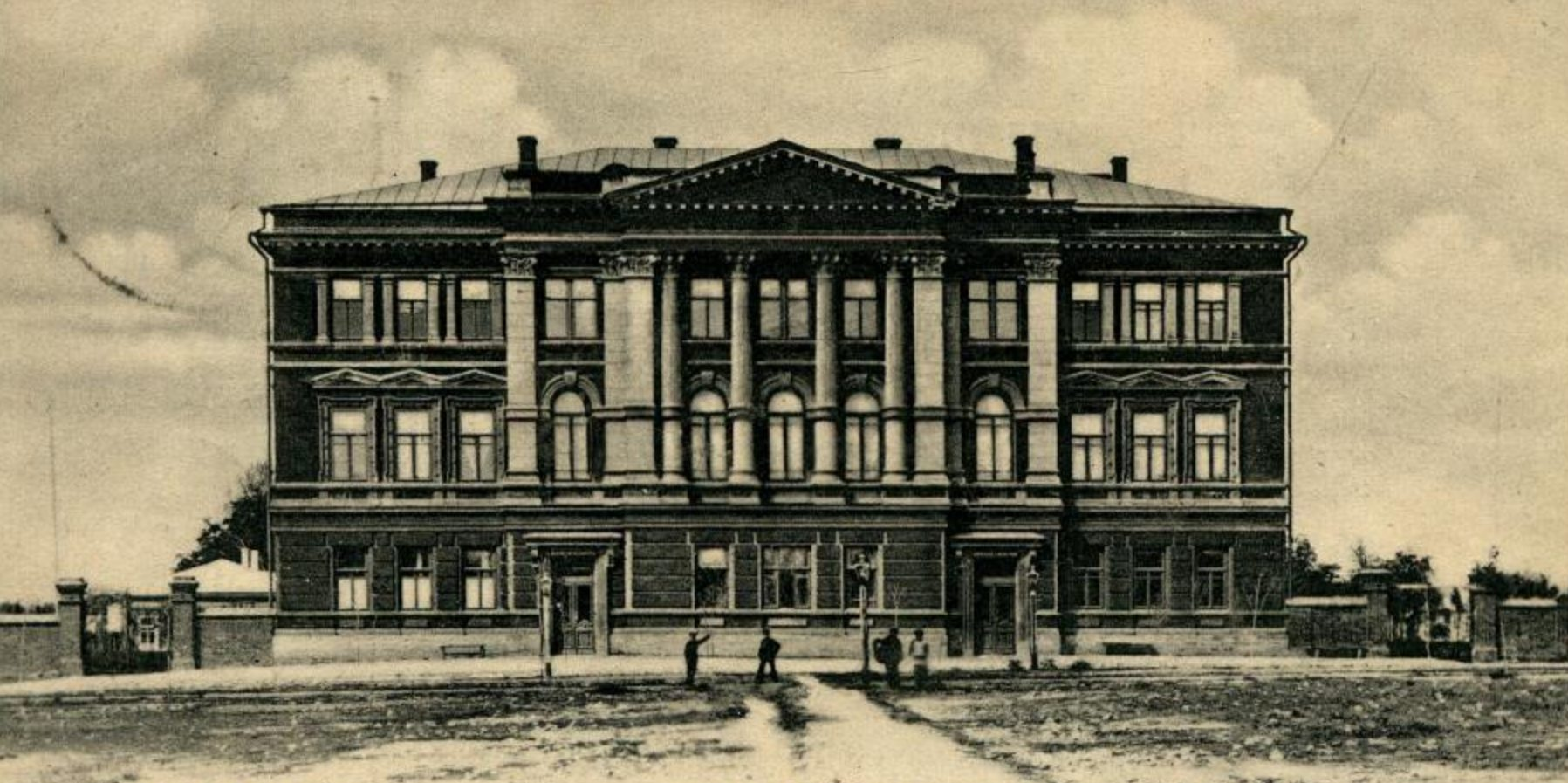
Здание Высшего начального женского училища

Первая таганрогская школа № 8 располагалась в здании бывшей Высшего начального женского училища на Красной площади и носила имя писателя В. Г. Короленко.
В период оккупации Таганрога немецкими войсками (1941—1943) в школе № 8 были возобновлены занятия.
В 1956 году школу № 8 перевели в новое здание, построенное для школы № 3, и объединённые в одном здании школы были названы «Средней школой № 8».
Сегодняшняя средняя школа № 8 была создана решением Исполнительного комитета Ленинского районного совета депутатов трудящихся гор. Таганрога от 18 августа 1954 года № 343. Толчком для строительства новой школы послужило начало широкомасштабных работ по строительству нового корпуса «Г» Таганрогского радиотехнического института на площади Маяковского и связанного с этим строительством сноса старого здания школы № 3.
Здание школы было открыто в 1956 году, к 1 сентября. Первый выпуск школы состоялся в 1958 году.
В 1964 году в школе № 8 был открыт 1-й математический класс. По состоянию на 2012 год в школе обучалось 740 человек, из них начальное общее образование получало 290 школьников, основное общее образование — 350 школьников, среднее (полное) общее образование — 100 школьников.
8 декабря 1988 года решением № 411 исполнительного комитета Таганрогского городского Совета народных депутатов на базе школы № 8 под патронажем Таганрогском радиотехническом институте был открыт «Специализированный класс с углубленным изучением информатики при Таганрогском радиотехническом институте и школе № 8», впоследствии известный как Таганрогский лицей.

## Названия школы
- с 1954 по 1965 — Средняя школа № 8.
- с 1965 по 1994 — Средняя общеобразовательная трудовая политехническая школа с производственным обучением № 8 им. А. Г. Ломакина.
- с 1994 по 2000 — Средняя общеобразовательная школа № 8.
- с 2000 по 2002 — Муниципальное образовательное учреждение средняя общеобразовательная школа № 8.
- с 2002 по 2011 — Муниципальное общеобразовательное учреждение средняя общеобразовательная школа № 8 им. А. Г. Ломакина.
- с 2011 по 2020 — Муниципальное общеобразовательное бюджетное учреждение средняя общеобразовательная школа № 8 им. А. Г. Ломакина.

## Директора школы
- с 2006 по наст. время — И. Ю. Булычева[4]
- с 1985 по 2006 — Л. В. Мазнёва[5]
- с 1977 по 1984 — Л. М. Осипенко
- с 1968 по 1977 — Д. И. Сергеев
- с 1956 по 1968 — К. М. Орлов

## Известные сотрудники и ученики школы
- Басов, Михаил Михайлович (1977) — преподаватель лицея, российский режиссёр-документалист, медиахудожник[6].
- Фетисов, Александр Юрьевич (1961—1985) — ученик школы, российский лётчик-истребитель, погиб при исполнении воинского долга в Афганистане.